# By Fair Means or Foul
By Fair Means or Foul (scritto anche By Fair Means... or Foul, traducibile "con le buone o con le cattive") è un videogioco di pugilato pubblicato nel 1988 per i computer Acorn Electron, Amstrad CPC, BBC Micro (anche un'edizione dedicata per la variante italiana Olivetti Prodest PC 128 S), Commodore 64 e ZX Spectrum dalla Superior Software. In seguito venne ripubblicato in edizione economica, con il titolo Pro Boxing Simulator (scritto anche Professional Boxing sulle cassette), dalla Codemasters, che produsse anche nuove versioni per i computer a 16 bit Amiga e Atari ST nel 1991.
È caratterizzato dalla possibilità di sferrare anche colpi disonesti, all'epoca una novità nei giochi di pugilato.
L'edizione Codemasters suscitò lamentele poiché riportava erroneamente la scritta new release ("nuova uscita") sulle copertine delle versioni a 8 bit, pur essendo una riedizione di un gioco già uscito da tempo. Inoltre le schermate in copertina sono tratte dalle versioni a 16 bit, esteticamente molto differenti, per cui poteva sembrare ingannevolmente un gioco nuovo. La Codemasters ammise l'errore, corresse la scritta sulle successive copertine e offrì un rimborso a chi avesse inavvertitamente acquistato Pro Boxing Simulator pur possedendo già By Fair Means or Foul.

## Modalità di gioco
Si può gareggiare contro il computer oppure in multigiocatore contro un avversario umano, in incontri suddivisi in un massimo di 15 riprese. Nel giocatore singolo si affrontano sei pugili sempre più difficili, valevoli per sei campionati di livello sempre più alto. I sei avversari differiscono anche esteticamente, tranne che nella versione ZX Spectrum.
L'azione di gioco è bidimensionale, con i pugili inquadrati di lato e in grado di spostarsi soltanto in orizzontale, ossia camminando in avanti o all'indietro. Sono possibili una decina di mosse offensive o difensive, inclusi alcuni attacchi scorretti, tra cui testata, calcio e pugno sotto la cintola. I colpi disonesti riusciti sono particolarmente efficaci. Se i pugili si avvicinano troppo tra loro avviene un momentaneo abbraccio e i due ruotano su sé stessi fino a cambiare lato del ring (il personaggio che era rivolto a destra ora è rivolto a sinistra e viceversa); per quanto semplice, all'epoca l'abbraccio era un elemento di realismo molto originale.
L'arbitro si muove e osserva, poco dietro ai pugili, e se individua un colpo scorretto li separa e segnala il fallo. Per ciascun pugile è presente un indicatore a forma di uomo che, cambiando colore dal verde al giallo/arancio al rosso, mostra quanto l'arbitro è attento al pugile in quel momento, ossia quanto è alto il rischio di essere scoperti se si commette un fallo. Di tanto in tanto l'arbitro si appisola perfino, minimizzando il rischio per entrambi. Anche un eccesso di abbracci può risultare in un fallo.
L'arbitro comunica tramite gesti e fumetti in inglese. Il pubblico sullo sfondo grida incitazioni e commenti durante l'incontro, sempre con fumetti, ma a puro scopo decorativo, a volte umoristico.
Ciascun contendente ha una barra dell'energia che cala subendo colpi e si ricarica gradualmente col tempo, oltre a rinnovarsi completamente a ogni ripresa. In caso di esaurimento dell'energia il pugile va in knockout, ma ciò determina solo la fine della ripresa, che viene vinta dall'altro (mentre nel vero pugilato si vince l'incontro). Se scade il tempo della ripresa, questa viene vinta da chi ha più energia. In ogni incontro ciascun contendente ha cinque vite e ne perde una quando perde una ripresa o quando commette un fallo e l'arbitro se ne accorge. Si vince l'incontro quando l'avversario esaurisce le vite.
Solo nella versione Commodore 64 è disponibile anche una modalità allenamento, con il pugile solitario dotato di un sacco e un punching ball. Solo in questa modalità è possibile anche far voltare il pugile a destra e sinistra a comando.
La versione Commodore 64 ha anche un sistema di password per poter iniziare le partite direttamente dagli avversari più avanzati. L'edizione originale includeva una cartolina per un concorso a premi per chi avesse sconfitto l'ultimo avversario e scoperto l'ultima password (forse valido solo nel Regno Unito).

### Amiga e Atari ST
Le versioni per i più potenti Amiga e Atari ST, oltre all'evidente maggior ricchezza estetica, hanno anche differenze nel funzionamento rispetto alle altre e a quanto sopra descritto. Le mosse disponibili sono un po' diverse e non ci sono le vite. La squalifica si riceve dopo tre falli e non sono presenti gli indicatori del rischio di essere scoperti dall'arbitro. L'energia non viene rinnovata tra una ripresa e l'altra, e in caso di suo esaurimento il knockout termina l'incontro. Gli avversari nella modalità giocatore singolo sono in tutto cinque.

## Accoglienza
By Fair Means or Foul ricevette giudizi molto variabili dalla critica europea dell'epoca, ma mediamente poco entusiasti. Furono frequenti soprattutto i commenti negativi sull'audio.
Molte riviste diedero giudizi complessivi intorno alla sufficienza, e molte altre decisamente negativi.
Due rari giudizi molto positivi vennero da Amstrad Action (voto 83%), che lo ritenne il miglior gioco di pugilato per Amstrad CPC, ed Electron User (8/10). 
La riedizione Pro Boxing Simulator di circa due anni dopo, nonostante la fascia di prezzo ridotta, fu accolta mediamente anche peggio, con giudizi sufficienti (tra cui quello di Amstrad Action il cui voto scese a 58%) o decisamente negativi, mentre non ne sono noti di pienamente positivi. Le nuove versioni a 16 bit furono poco trattate dalla stampa; una delle poche recensioni fu quella di Tilt, anch'essa poco impressionata, soprattutto sul piano estetico.